# APG III-systeem
Het APG III-systeem is een systeem in de plantentaxonomie voor de bedektzadigen. Het is de opvolger van het APG II-systeem. Het APG III-systeem is door de Angiosperm Phylogeny Group (APG) gepubliceerd in het Botanical Journal of the Linnean Society in oktober 2009, 6½ jaar na de publicatie van het APG II-systeem.
In oktober 2009 stelden leden van het Linnean Society of London een bijbehorende formele fylogenetische stamboom van alle landplanten voor, in overeenstemming met de APG III-classificatie. Dit was nodig omdat botanici en fycologen dikwijls van mening verschilden over de onderorde waaraan de groepen toegewezen zouden moeten worden.
Het APG III-systeem omvat 45 ordes van het APG II-systeem en is uitgebreid met 14 nieuwe. De orde Ceratophyllales al opgenomen in de twee vorige APG-systemen was foutief aangewezen als een nieuwe orde. De nieuw toegevoegde ordes zijn:
Amborellales, Nymphaeales, Chloranthales, Petrosaviales, Trochodendrales, Buxales, Vitales, Zygophyllales, Picramniales, Huerteales, Berberidopsidales, Escalloniales, Bruniales en Paracryphiales.
Na het verschijnen van APG III is er, na verder moleculair onderzoek aan 17 genen, een classificatie gepubliceerd in 2011, waarbij aan de verschillende clades een botanische naam is toegekend. De meeste van deze namen waren al eerder gepubliceerd.
- Mesangiospermae alle volgende taxa samen: Magnoliidae + Monocotyledonae + Eudicotyledonae
- Magnoliidae ('magnoliids')
- Monocotyledonae ('monocots')
- Eudicotyledonae ('eudicots')
- Gunneridae ('core eudicots')
- Superrosidae ('superrosids')
- Rosidae ('rosids')
- Fabidae ('fabids')
- Malvidae ('malvids')
- Superasteridae ('superasterids')
- Asteridae ('asterids')
- Campanulidae ('campanulids')
- Lamiidae ('lamiids')

Het APG IV-systeem is de opvolger van het APG III-systeem.

## Indeling
| Taxonomische indeling - clade angiosperms (bedektzadigen) - orde Amborellales - orde Austrobaileyales - orde Chloranthales - orde Nymphaeales - clade magnoliids (magnoliiden) - orde Canellales - orde Laurales - orde Magnoliales - orde Piperales - clade monocots - orde Acorales - orde Alismatales - orde Asparagales - orde Dioscoreales - orde Liliales - orde Pandanales - orde Petrosaviales - clade commelinids (commeliniden) - familie Dasypogonaceae - orde Arecales - orde Commelinales - orde Poales - orde Zingiberales - clade zustergroep van eudicots - orde Ceratophyllales - clade eudicots - familie Sabiaceae - orde Buxales - orde Proteales - orde Ranunculales - orde Trochodendrales - clade core eudicots - familie Dilleniaceae - orde Gunnerales - orde Saxifragales - clade rosids - orde Vitales - clade eurosids I, fabids - orde Celastrales - orde Cucurbitales - orde Fabales - orde Fagales - orde Malpighiales - orde Oxalidales - orde Rosales - orde Zygophyllales - clade eurosids II, malvids - orde Brassicales - orde Crossosomatales - orde Geraniales - orde Huerteales - orde Malvales - orde Myrtales - orde Picramniales - orde Sapindales - orde Berberidopsidales - orde Caryophyllales - orde Santalales - clade asterids - orde Cornales - orde Ericales - clade euasterids - clade euasterids I, lamiids - familie Boraginaceae - familie Icacinaceae - familie Metteniusaceae - familie Oncothecaceae - familie Vahliaceae - orde Garryales - orde Gentianales - orde Lamiales - orde Solanales - clade euasterids II, campanulids - orde Apiales - orde Aquifoliales - orde Asterales - orde Bruniales - orde Dipsacales - orde Escalloniales - orde Paracryphiales | \| APG III (2009) Fylogenetische stamboom van bedektzadigen \| \| ------------------------------------------------------------------------------------------------------------------------------------------------------------------------------------------------------------------------------------------------------------------------------------------------------------------------------------------------------------------------------------------------------------------------------------------------------------------------------------------------------------------------------------------------------------------------------------------------------------------------------------------------------------------------------------------------------------------------------------------------------------------------------------------------------------------------------------------------------------------------------------------------------------------------------------------------------------------------------------------------------------------------------------------------------------------------------------------------------------------------------------------------------------------------------------------------------------------------------------------------------------------------------------------------------------------------------------------------------------------------------------------------------------------------------------------------------------------------------------------------------------------------------------------------------------------------------------------------------------------------------------------------------------------------------------------------------------------------------------------------------------------------------------------------------------------------------------------------------------------------------------------------------------------------------------------------------------ \| \| - 'angiosperms', bedektzadigen, Angiospermae[fam 1] - Amborellales[nw 1][fam 2] - - Nymphaeales[nw 1][fam 3] - - Austrobaileyales[fam 4] - - - 'magnoliids', magnoliiden, Magnoliopsida - - Magnoliales[fam 5] - Laurales[fam 6] - - Piperales[fam 7] - Canellales[fam 8] - Chloranthales[nw 1][fam 9] - - 'monocots', Monocotyledoneae, eenzaadlobbigen - Acorales[fam 10] - - Alismatales[fam 11] - - Petrosaviales[nw 1][fam 12] - - - Dioscoreales[fam 13] - Pandanales[fam 14] - - Liliales[fam 15]{ - - Asparagales[fam 16] - 'commelinids', commeliniden - Dasypogonaceae - Arecales[fam 17] - Poales[fam 18] - - Commelinales[fam 19] - Zingiberales[fam 20] - - Ceratophyllales[nw 1][fam 21] - 'eudicots', (nieuwe) tweezaadlobbigen - Ranunculales[fam 22] - - Sabiaceae - Proteales[fam 23]{ - - Trochodendrales[nw 1][fam 24] - Buxales[nw 1][fam 25] - 'core eudicots' - Gunnerales[fam 26] - - - Saxifragales[fam 27] - 'rosids', rosiden - Vitales[nw 1][fam 28] - - 'fabids' (fabiden) - Zygophyllales[nw 1][fam 29] - - - Celastrales[fam 30] - - Oxalidales[fam 31] - Malpighiales[fam 32] - - Fabales[fam 33] - - Rosales[fam 34] - - Fagales[fam 35] - Cucurbitales[fam 36] - 'malvids' (malviden) - - Geraniales[fam 37] - Myrtales[fam 38] - - Crossosomatales[fam 39] - - Picramniales[nw 1][fam 40] - - Sapindales[fam 41] - - Huerteales[nw 1][fam 42] - - Brassicales (Capparales)[fam 43] - Malvales[fam 44] - Dilleniaceae - - Berberidopsidales[nw 1][fam 45] - - Santalales[fam 46] - - Caryophyllales[fam 47] - 'asterids' (asteriden) - Cornales[fam 48] - - Ericales[fam 49] - - 'lamiids' (lamiiden) - Garryales[fam 50] - - Gentianales[fam 51] - - Lamiales[fam 52] - Solanales[fam 53] - Boraginaceae - 'campanulids' ( campanuliden) - Aquifoliales[fam 54] - - Escalloniales[nw 1][fam 55] - Asterales[fam 56] - - Bruniales[nw 1][fam 57] - - Apiales[fam 58] - - Dipsacales[fam 59] - Paracryphiales[nw 1][fam 60] \| → benoemde clades zijn omlijnd ← |
| APG III (2009) Fylogenetische stamboom van bedektzadigen | |
| - 'angiosperms', bedektzadigen, Angiospermae - Amborellales - - Nymphaeales - - Austrobaileyales - - - 'magnoliids', magnoliiden, Magnoliopsida - - Magnoliales - Laurales - - Piperales - Canellales - Chloranthales - - 'monocots', Monocotyledoneae, eenzaadlobbigen - Acorales - - Alismatales - - Petrosaviales - - - Dioscoreales - Pandanales - - Liliales{ - - Asparagales - 'commelinids', commeliniden - Dasypogonaceae - Arecales - Poales - - Commelinales - Zingiberales - - Ceratophyllales - 'eudicots', (nieuwe) tweezaadlobbigen - Ranunculales - - Sabiaceae - Proteales{ - - Trochodendrales - Buxales - 'core eudicots' - Gunnerales - - - Saxifragales - 'rosids', rosiden - Vitales - - 'fabids' (fabiden) - Zygophyllales - - - Celastrales - - Oxalidales - Malpighiales - - Fabales - - Rosales - - Fagales - Cucurbitales - 'malvids' (malviden) - - Geraniales - Myrtales - - Crossosomatales - - Picramniales - - Sapindales - - Huerteales - - Brassicales (Capparales) - Malvales - Dilleniaceae - - Berberidopsidales - - Santalales - - Caryophyllales - 'asterids' (asteriden) - Cornales - - Ericales - - 'lamiids' (lamiiden) - Garryales - - Gentianales - - Lamiales - Solanales - Boraginaceae - 'campanulids' ( campanuliden) - Aquifoliales - - Escalloniales - Asterales - - Bruniales - - Apiales - - Dipsacales - Paracryphiales | |